# Mediacorp
Mediacorp Pte, Ltd, tên gọi trước đây: Media Corporation of Singapore, (tiếng Trung: 新传媒私人有限公司, tiếng Tamil: மீடியாகார்ப், viết tắt là Mediacorp) là một tập đoàn truyền thông đại chúng của Singapore. Các hoạt động bao gồm phát thanh, truyền hình và sáng tạo nội dung kỹ thuật số. Với 6 kênh truyền hình và 11 đài phát thanh đã giúp Mediacorp trở thành đài truyền hình lớn nhất ở Singapore; hãng này độc quyền truyền hình miễn phí tại Singapore. Mediacorp thuộc sở hữu của Temasek Holdings, một nhánh đầu tư thuộc sở hữu nhà nước.

## Lịch sử hình thành

### 1936 - 1965: giai đoạn hình thành của phát thanh & truyền hình Singapore
Mediacorp thành lập bởi Tập đoàn phát thanh truyền hình Malaya của Anh, được trao tặng giấy phép phát sóng bởi vương quốc Anh vào ngày 1 tháng 6 năm 1936 dưới dạng mạng vô tuyến. Một năm sau, vào năm 1937, công ty đã chính thức mở xưởng phim tại Caldecott Hill.
Ngay sau khi Singapore được giải phóng vào ngày 3 tháng 6 năm 1959, đã có kế hoạch để có được toàn quyền truyền hình. Điều này thể hiện qua sự thành lập đài truyền hình Singapura (tiếng Mã Lai: Televisyen Singapura) vào ngày 4 tháng 4 năm 1961. Truyền hình Singapura bắt đầu phát sóng thử nghiệm từ ngày 21 tháng 1 đến ngày 15 tháng 2 năm 1963, được ra mắt với tư cách đài truyền hình đầu tiên ở Singapore. Vào ngày 2 tháng 4 năm đó, Channel 5, kênh mới sau đó, bắt đầu phát sóng thường xuyên. Vào ngày 23 tháng 11 năm đó, Channel 8 đã được ra mắt và các chương trình được tách ra, với Channel 5 phát sóng chương trình tiếng Anh và tiếng Malay và Channel 8 bằng tiếng Quan thoại và các phương ngữ khác của Trung Quốc cùng với tiếng Tamil.
Vào tháng 1 năm 1964, Truyền hình Singapura trở thành chi nhánh nhà nước của Televisyen Malaysia (tiền thân của đài phát thanh truyền hình trung ương Malaysia - RTM) mới từ Kuala Lumpur và sau đó được đổi tên thành kênh chị em, khi đó mang tên Truyền hình Malaysia (Singapura) (tiếng Mã Lai: Televisyen Malaysia (Singapura)), trong khi các đài của Đài phát thanh Singapura trở thành một phần của Đài phát thanh Malaysia.

### 1965 - 1980: Đài Phát thanh & Truyền hình Singapore, kỷ nguyên độc lập của truyền thông Singapore
Ngày 9 tháng 8 năm 1965, sau khi Singapore tách khỏi Malaysia để trở thành quốc gia độc lập, Đài Phát thanh - Truyền hình Singapore (RTS) được thành lập, dựa trên cơ sở chuyển đổi các cơ sở truyền thông trước đó của Malaysia tại Singapore về với quốc đảo này.

### 1980 - 1994: Tổng Công ty Phát thanh và Truyền hình Singapore (SBC)
Ngày 31 tháng 1 năm 1980, Đài Phát thanh & Truyền hình Singapore thông báo về việc đổi tên đơn vị thành Tổng Công ty Phát thanh và Truyền hình Singapore (Tiếng Anh: Singapore Broadcasting Corporation, tên gọi tắt là SBC). Ngay ngày hôm sau, 1 tháng 2 năm 1980, việc đổi tên Đài chính thức có hiệu lực. Năm 1982, SBC sản xuất series phim truyền hình đầu tiên cho kênh SBC 8. Năm 1984, SBC phát sóng thêm kênh SBC 12, ban đầu phát sóng chuyên biệt các chương trình văn hóa nghệ thuật. Từ năm 1994, các chương trình tiếng Mã Lai từ kênh SBC 5 được chuyển qua kênh này.
Về mặt phát thanh, năm 1984, SBC mở thêm hai kênh phát thanh Perfect 10 và YES.
Ngày 4 tháng 1 năm 1993, SBC phát sóng khung chương trình về giáo dục mang tên CDIS trên kênh 12. Cũng trong ngày 7 tháng 7, kênh SBC 8 tăng thời lượng phát sóng từ 15h đến 24h. Ngày 1 tháng 12, SBC phát sóng kênh truyền hình đối ngoại, lấy tên gọi là Singapore International Television (SITV). Kênh được phát sóng qua vệ tinh.

### 1994 - 1999: Thời kỳ bắt đầu tiến trình cổ phần hóa
Ngày 1 tháng 10 năm 1994 đánh dấu bước ngoặt mang tính lịch sử cho ngành truyền thông Singapore, khi Tổng Công ty Phát thanh và Truyền hình Singapore chính thức tách khỏi Bộ Văn hóa Singapore, trở thành doanh nghiệp được cổ phần hóa.
Theo đó, Tổng công ty tách thành ba công ty truyền thông: Tổng Công ty Truyền hình Singapore (tiếng Anh: Television Corporation of Singapore; tên gọi tắt: TCS), Tổng Công ty Phát thanh Singapore (tiếng Anh: Radio Corporation of Singapore, tên gọi tắt: RCS) và Công ty cổ phần Kênh Truyền hình 12 (Singapore TV12, tên gọi tắt: STV12). Cả ba doanh nghiệp này đều là công ty con của một thực thể nối tiếp SBC - Tập đoàn Truyền thông Quốc tế Singapore (tiếng Anh: Singapore International Media Company Group, tên viết tắt: SIM). Với sự thay đổi này, các kênh SBC 5, SBC 8 trở lại tên gọi trước đó là Channel 5 và Channel 8. Trong khi đó, kênh SBC 12 lấy tên gọi là Prime 12, và phát sóng kênh thứ hai là Premiere 12 từ ngày 1 tháng 9 năm 1995.
Ngày 1 tháng 8 năm 1998, TCS thành lập hãng phim truyền hình Raintree.
Ngày 1 tháng 9 năm 1995, Channel 8 chính thức phát sóng 24/24h. Channel 5 tiếp nối từ ngày 29 tháng 8 cùng năm.
Cũng vào năm 1995, các chương trình tiếng Tamil được chuyển từ Channel 8 sang kênh STV12, trước đó là Prime 12, sau đó là Premiere 12. Từ đây, Channel 8 trở thành kênh truyền hình phát tiếng Trung Quốc toàn thời gian.

### 1999 - 2015: Kỷ nguyên Mediacorp
Sự kiện mở màn cho "kỷ nguyên Mediacorp" bắt đầu từ ngày 1 tháng 3 năm 1999, khi tập đoàn truyền thông Singapore chính thức phát sóng kênh Channel NewsAsia - kênh truyền hình chuyên biệt về tin tức dành riêng cho khu vực châu Á nói chung và Singapore nói riêng. Với sứ mệnh "đưa tin tức từ góc nhìn Á Châu", kênh đã gần như là một nguồn tin tức thay thế cho các kênh tin tức đến từ phương Tây. Kênh chính thức phủ sóng toàn bộ khu vực Đông Nam Á từ ngày 28 tháng 9 năm 2000.
Ngày 15 tháng 7 năm 1999, tập đoàn SIM bắt đầu tiến trình tái cấu trúc toàn bộ các doanh nghiệp truyền thông Singapore, cũng như toàn bộ tập đoàn. Tên gọi của tập đoàn cũng chính thức mang tên mới: Tập đoàn Truyền thông Singapore, tiếng Anh là Media Corporation of Singapore, gọi tắt là Mediacorp. Việc tái cấu trúc tập đoàn chính thức kết thúc vào ngày 12 tháng 2 năm 2001, với kết quả là toàn bộ doanh nghiệp truyền thông trước đây được sáp nhập vào Mediacorp.
Trước đó, vào năm 2000, hai kênh Prime 12 và Premire 12 có tên gọi mới: kênh Prime 12 chính thức lấy tên là Suria (tiếng Mã Lai: Mặt trời), trong khi kênh Premiere 12 được đổi tên là Central.
Trong một khoảng thời gian ngắn từ 2001 đến 2004, Mediacorp TV là đối thủ cạnh tranh của SPH, với hai kênh truyền hình là Channel U và Channel i. Để tránh những thiệt hại về kinh tế không đáng có có thể xảy ra, ngày 31 tháng 12 năm 2004, SPH chính thức sáp nhập cơ quan truyền hình của mình vào Mediacorp, cùng với báo Today. Cũng trong năm 2004, tập đoàn Temasek Holdings đã nắm 100% cổ phần của Mediacorp.
Ngày 11 tháng 11 năm 2007, Mediacorp phát sóng kênh truyền hình độ nét cao Channel 5 HD, phát trên các hệ thống truyền hình số mặt đất.
Ngày 19 tháng 10 năm 2008, kênh Mediacorp Central được tách thành 2 kênh riêng biệt: Vasantham, kênh truyền hình chuyên biệt tiếng Tamil; Okto, kênh chuyên biệt về văn hóa, thể thao & thiếu nhi, phát bằng tiếng Anh.
Từ năm 2013, Channel NewsAsia chính thức phát sóng 24/24h, phục vụ khán giả trong và ngoài Singapore.

### Từ 2015 - nay: khai trương trụ sở mới, hoàn thiện số hóa truyền hình và điều chỉnh nội dung các chương trình phát thanh - truyền hình
Vào ngày 8 tháng 12 năm 2015, Mediacorp đã chính thức khai trương một trụ sở mới tại dự án phát triển Mediapolis, nằm trong khu công nghiệp & dịch vụ one-north, thuôc quận Queenstown, Singapore. Khu phức hợp 12 tầng được thiết kế bởi DP Architects và Maki và Associates, và có thiết kế "không tiếng ồn" với bốn phòng thu, nhà hát "luôn sẵn sàng lên sóng" 1.500 chỗ và phòng tin tức đa nền tảng tích hợp. Công ty đã hoàn thành việc di chuyển từ các cơ sở tại Caldecott Hill (trụ sở cũ) vào tháng 7 năm 2016. Bên cạnh trụ sở mới, Mediacorp cũng cho ra mắt logo mới, được thiết kế để phản ánh "sự rung động" và "khuếch đại" của tập đoàn truyền thông, hoạt động như một "cửa sổ với thế giới" và "sự phản ánh của cuộc sống ".
Ngày 2 tháng 1 năm 2019, Mediacorp đã tắt sóng tất cả các kênh truyền hình analog (truyền hình tương tự mặt đất), qua đó hoàn thiện việc số hóa truyền hình trên toàn lãnh thổ Singapore.
Từ ngày 1 tháng 3 năm 2019, vào ngày kỷ niệm 20 năm phát sóng, Channel NewsAsia chính thức rút gọn tên kênh lại là CNA, bắt nguồn từ tên gọi tắt của kênh này. Cùng ngày, kênh phát thanh 938NOW được đổi tên thành CNA938, phát trên tần số 93,8 MHz.
Ngày 1 tháng 5 năm 2019, Mediacorp đã điều chỉnh tất cả các nội dung đang phát sóng trên các kênh truyền hình của Tập đoàn. Cụ thể, kênh Okto sẽ chấm dứt vai trò của một kênh truyền hình độc lập. Tên gọi Okto sẽ được dùng cho khung chương trình thiếu nhi của Kênh Channel 5, với tên gọi mới là Okto on 5, phát sóng 2 buổi/ngày: buổi sáng từ 6h đến 13h (tức từ 5h đến 12h, giờ VN), buổi chiều từ 15h đến 18h (tức từ 14h đến 17h, giờ VN). Với CNA, hai chương trình buổi sáng - First Look Asia và Asia Business First - được gộp chung lại thành một chương trình có tên gọi là Asia First. Các bản tin đầu giờ, cùng với bản tin Primetime Asia, sẽ lấy tên gọi mới là Asia Tonight.

## Các kênh phát sóng

### Radio
| Tần số   | Trạm           | Ngôn ngữ     | Chủ đề                           |
| 89.7 MHz | Ria 89.7FM     | Tiếng Mã Lai | Top 40 (CHR)                     |
| 90.5 MHz | Gold 90.5FM    | Tiếng Anh    | Nhạc quốc tế thập niên 1970-1990 |
| 92.4 MHz | Symphony 924   | Tiếng Anh    | Nhạc cổ điển                     |
| 93.3 MHz | Y.E.S. 93.3FM  | Tiếng Trung  | Top 40 (CHR)                     |
| 93.8 MHz | CNA938         | Tiếng Anh    | Tin tức & phát thanh đàm thoại   |
| 94.2 MHz | Warna 94.2FM   | Malay        | Tin tức & đời sống               |
| 95.0 MHz | Class 95FM     | tiếng Anh    | Nhạc Adult contemporary          |
| 95.8 MHz | Capital 95.8FM | tiếng Trung  | Phát thanh đàm thoại             |
| 96.8 MHz | Oli 96.8FM     | Tamil        | Giải trí & đời sống              |
| 97.2 MHz | Love 97.2FM    | tiếng Trung  | Nhạc nhẹ                         |
| 98.7 MHz | 987FM          | tiếng Anh    | Top 40 (CHR)                     |

### TV
Mediacorp có 6 kênh:
| Tên gọi                | Ngôn ngữ     | Chương trình                                      |
| ---------------------- | ------------ | ------------------------------------------------- |
| Suria                  | tiếng Mã Lai | Tin tức, văn hóa, thể thao, giải trí và thiếu nhi |
| Channel 5              | tiếng Anh    | Tin tức, văn hóa, thể thao, giải trí và thiếu nhi |
| Channel U              | tiếng Trung  | Tin tức và giải trí                               |
| Channel 8              | tiếng Trung  | Tin tức, văn hóa, thể thao và giải trí            |
| Vasantham              | tiếng Tamil  | Tin tức và giải trí                               |
| CNA (Channel NewsAsia) | tiếng Anh    | Tin tức, thời sự, chính trị & lối sống            |

### Nền tảng kĩ thuật số
meWATCH (trước đây là Toggle) đã được ra mắt vào năm 2013 dưới dạng dịch vụ OTT. Vào ngày 1 tháng 4 năm 2015, xinmsn đã bị đóng cửa và sáp nhập với Toggle. Đây là dịch vụ video kỹ thuật số của Mediacorp định hình lại cách xem TV, mang cho bạn "Toggle Originals", nội dung hấp dẫn, tường thuật trực tiếp các sự kiện quan trọng của Singapore, tin tức, giải trí và độc quyền cho người dùng ở Singapore, xem được trên nhiều thiết bị như: máy tính, máy tính bảng, điện thoại thông minh, TV thông minh và Apple TV.
meLISTEN (trước đây là MeRadio) là một nền tảng radio kỹ thuật số tập trung vào phát trực tiếp kênh radio của mười một đài phát thanh của Mediacorp cũng như các tính năng podcast âm thanh độc quyền.